# Nécy
Nécy ist eine französische Gemeinde mit 526 Einwohnern (Stand: 1. Januar 2022) im Département Orne in der Region Normandie (vor 2016 Basse-Normandie). Sie gehört zum Arrondissement Argentan und ist Mitglied im Gemeindeverband Terres d’Argentan Interco. Die Einwohner werden Nécéens und Nécéennes genannt.

## Geografie

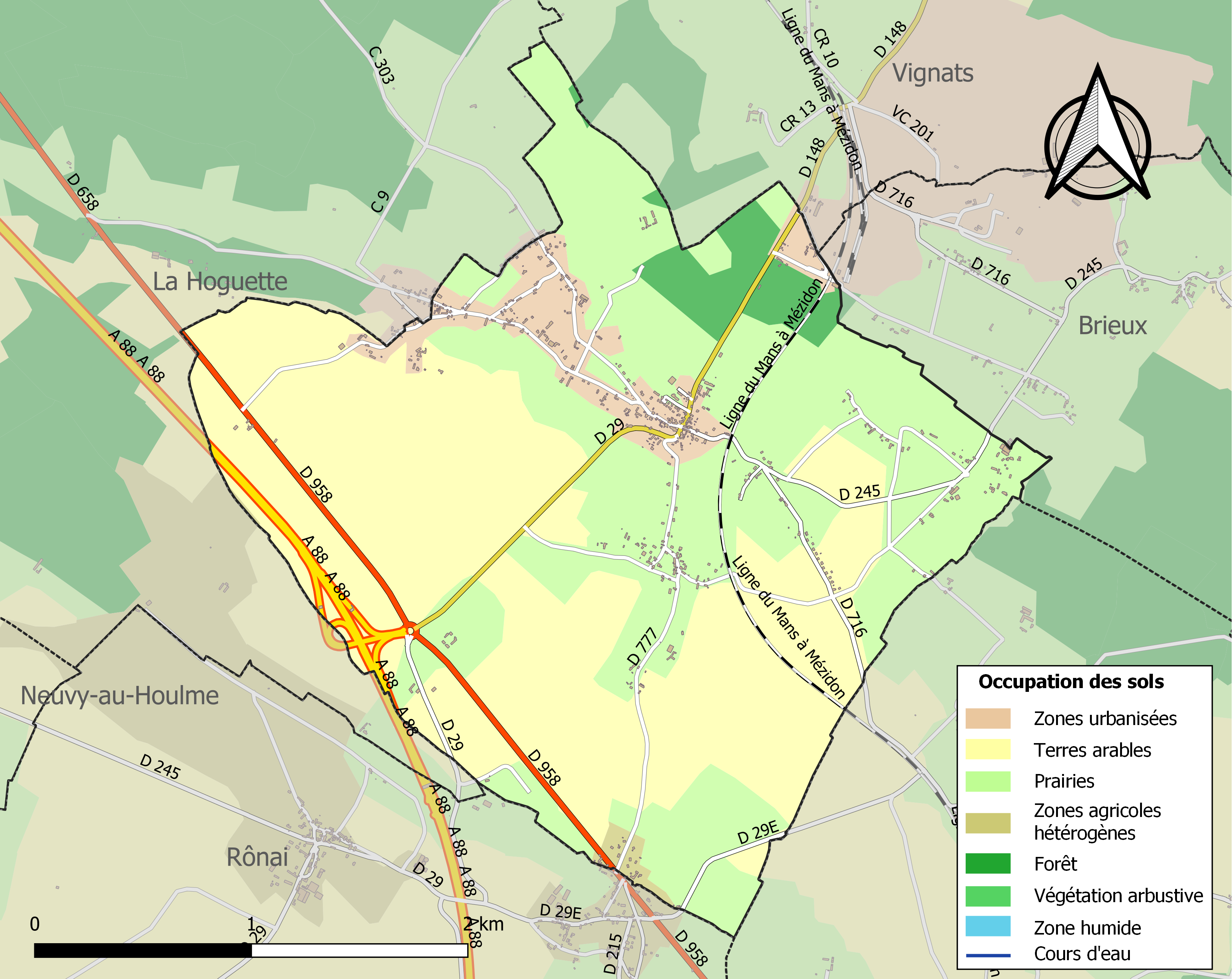
Bodennutzung und Infrastruktur der Gemeinde (2018)

Nécy liegt etwa 12 Kilometer nordnordwestlich von Argentan und etwa 47 Kilometer nordnordwestlich von Alençon an der Grenze zum benachbarten Département Calvados. Die Gemeinde wird von den Flüsschen Filaine und Gronde sowie von verschiedenen kleineren Bächen und Gräben entwässert. Das Zentrum liegt auf einer Höhe von etwa 185 m. Das Relief des Gebiets fällt im Norden auf unter 160 m ab und steigt im Süden über 245 m an.
Teile des Gebiets von Nécy gehören zur ZNIEFF-Naturzone „Bois de Saint-André et de la Hoguette“ (250013517). Rund 90 % der Fläche der Gemeinde werden landwirtschaftlich genutzt, rund 6 % entfallen auf bebaute Flächen, rund 4 % sind bewaldet (Stand: 2018).
Umgeben wird Nécy von den Nachbargemeinden Vignats (Calvados) im Norden und Nordosten, Brieux im Osten, Montabard im Osten und Südosten, Rônai im Süden und Südwesten sowie La Hoguette (Calvados) im Westen und Nordwesten.

## Bevölkerungsentwicklung

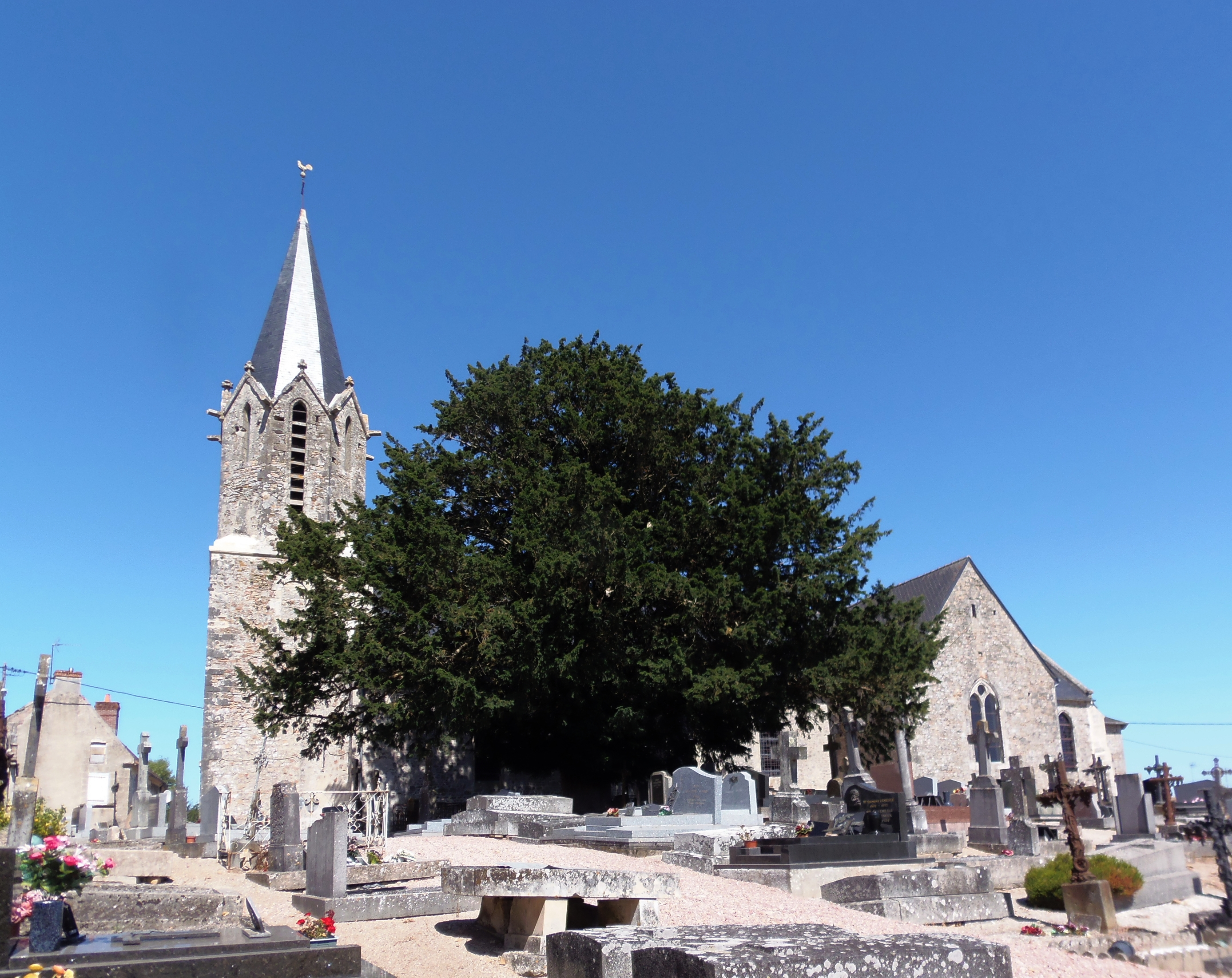
Pfarrkirche Saint-Brice

| Nécy: Einwohnerzahlen von 1793 bis 2020                                                                                    | Nécy: Einwohnerzahlen von 1793 bis 2020 | Nécy: Einwohnerzahlen von 1793 bis 2020 | Nécy: Einwohnerzahlen von 1793 bis 2020 | Nécy: Einwohnerzahlen von 1793 bis 2020 |
| --- | --------------------------------------- | --------------------------------------- | --------------------------------------- | --------------------------------------- |
| Jahr |                                         |                                         |                                         | Einwohner                               |
| 1793 | 1793                                    |                                         | 1.045                                   | 1.045                                   |
| 1800 | 1800                                    |                                         | 956                                     | 956                                     |
| 1806 | 1806                                    |                                         | 1.044                                   | 1.044                                   |
| 1821 | 1821                                    |                                         | 1.073                                   | 1.073                                   |
| 1836 | 1836                                    |                                         | 1.142                                   | 1.142                                   |
| 1841 | 1841                                    |                                         | 1.135                                   | 1.135                                   |
| 1846 | 1846                                    |                                         | 1.146                                   | 1.146                                   |
| 1851 | 1851                                    |                                         | 1.036                                   | 1.036                                   |
| 1856 | 1856                                    |                                         | 1.038                                   | 1.038                                   |
| 1861 | 1861                                    |                                         | 925                                     | 925                                     |
| 1866 | 1866                                    |                                         | 840                                     | 840                                     |
| 1872 | 1872                                    |                                         | 770                                     | 770                                     |
| 1876 | 1876                                    |                                         | 755                                     | 755                                     |
| 1881 | 1881                                    |                                         | 797                                     | 797                                     |
| 1886 | 1886                                    |                                         | 732                                     | 732                                     |
| 1891 | 1891                                    |                                         | 620                                     | 620                                     |
| 1896 | 1896                                    |                                         | 580                                     | 580                                     |
| 1901 | 1901                                    |                                         | 525                                     | 525                                     |
| 1906 | 1906                                    |                                         | 517                                     | 517                                     |
| 1911 | 1911                                    |                                         | 563                                     | 563                                     |
| 1921 | 1921                                    |                                         | 485                                     | 485                                     |
| 1926 | 1926                                    |                                         | 479                                     | 479                                     |
| 1931 | 1931                                    |                                         | 553                                     | 553                                     |
| 1936 | 1936                                    |                                         | 544                                     | 544                                     |
| 1946 | 1946                                    |                                         | 482                                     | 482                                     |
| 1954 | 1954                                    |                                         | 525                                     | 525                                     |
| 1962 | 1962                                    |                                         | 451                                     | 451                                     |
| 1968 | 1968                                    |                                         | 433                                     | 433                                     |
| 1975 | 1975                                    |                                         | 363                                     | 363                                     |
| 1982 | 1982                                    |                                         | 423                                     | 423                                     |
| 1990 | 1990                                    |                                         | 468                                     | 468                                     |
| 1999 | 1999                                    |                                         | 460                                     | 460                                     |
| 2006 | 2006                                    |                                         | 489                                     | 489                                     |
| 2013 | 2013                                    |                                         | 522                                     | 522                                     |
| 2020 | 2020                                    |                                         | 519                                     | 519                                     |
| Quelle(n): EHESS/Cassini bis 1999, INSEE ab 2006 Anmerkung(en): Ab 1962 offizielle Zahlen ohne Einwohner mit Zweitwohnsitz |                                         |                                         |                                         |                                         |

## Sehenswürdigkeiten
- Pfarrkirche Saint-Brice, Neubau aus dem 19. Jahrhundert
- Herrenhaus im Weiler La Normandière aus dem 17. Jahrhundert, Wohngebäude im 19. Jahrhundert umgestaltet
- Herrenhaus aus dem 17. und 18. Jahrhundert

## Verkehr
Nécy besitzt eine Anschlussstelle an der Autoroute A 88 von Falaise nach Sées, die das südwestliche Gemeindegebiet durchquert. Die Departementsstraße D 958, die ehemalige Route nationale 158 von Caen nach Tours, führt parallel mit der Autobahn durch das südwestliche Gemeindegebiet. Die Departementsstraße D 29 verbindet das Zentrum der Gemeinde mit der Anschlussstelle an der A 88 im Südwesten mit Vignats im Nordosten.